# Duncan (Mississipi)
Duncan és una població dels Estats Units a l'estat de Mississipi. Segons el cens del 2000 tenia 578 habitants.

## Demografia
Segons el cens del 2000, Duncan tenia 578 habitants, 177 habitatges, i 124 famílies. La densitat de població era de 240 habitants per km².
Dels 177 habitatges en un 42,4% hi vivien nens de menys de 18 anys, en un 36,2% hi vivien parelles casades, en un 26% dones solteres, i en un 29,4% no eren unitats familiars. En el 24,3% dels habitatges hi vivien persones soles l'11,3% de les quals corresponia a persones de 65 anys o més que vivien soles. El nombre mitjà de persones vivint en cada habitatge era de 2,95 i el nombre mitjà de persones que vivien en cada família era de 3,47.
Per edats la població es repartia de la següent manera: un 33,4% tenia menys de 18 anys, un 7,1% entre 18 i 24, un 25,1% entre 25 i 44, un 18,3% de 45 a 60 i un 16,1% 65 anys o més.
L'edat mediana era de 33 anys. Per cada 100 dones de 18 o més anys hi havia 86,9 homes.
La renda mediana per habitatge era de 14.286 $ i la renda mediana per família de 16.875 $. Els homes tenien una renda mediana de 24.750 $ mentre que les dones 11.429 $. La renda per capita de la població era de 8.329 $. Entorn del 51,1% de les famílies i el 58,6% de la població estaven per davall del llindar de pobresa.

## Poblacions més properes
El següent diagrama mostra les poblacions més properes.